# غزالة أفارزماني
غزالة أفرزماني هي فنانة كندية إيرانية متعددة التخصصات تعيش وتعمل بين لندن وتورنتو . 

## السيرة الذاتية
ولدت أفارزماني في طهران ودرست الرسم في جامعة آزاد للفنون قبل أن تغادر البلاد في العشرينات من عمرها بعد تعرضها لحادث سير أدى إلى وفاة اثنتين من شقيقاتها.   عاشت في دبي ولندن حيث حصلت على درجة الماجستير في الفنون الجميلة في سنترال سانت مارتينز (2013). هاجرت أفارزماني إلى كندا في عام 2016.   وحصلت على الجنسية الكندية عام 2021. 

## سيرة فنية
تتناول أعمال أفارزماني هياكل السلطة المهيمنة بينما تستكشف كيف يمكن للهياكل المؤسسية والمنهجيات التعليمية أن تشكل البناء النفسي والاجتماعي للمعرفة.   تستخدم أفارزماني في كثير من الأحيان مراجع الحياة اليومية والثقافة الشعبية ، حيث تختبر أعمالها حدود اللعب كعمليات معقدة تكمن في التأثير الاجتماعي والسياسي مع إمكانيات جذرية للتخريب والمتعة والتفكيك والتحول.   
تشمل إقامات أفارزماني الدولية SOMA مكسيكو سيتي (2018) ومؤسسة دلفينا في لندن (2022).  حصلت على جائزة القصر الأحمر في عام 2013، وفازت بالمعرض الفردي لهذا العام من جمعية أونتاريو للمعارض الفنية في عام 2019، وتم إدراجها في القائمة الطويلة لجائزة سوبي للفنون في عام  